# Manuel Padilla Patete
Manuel Antonio Padilla Patete (Maturín, Venezuela, 18 de agosto de 1989) es un futbolista venezolano que juega como centrocampista; su último equipo fue el Monagas SC de la Primera División de Venezuela.

## Clubes
| Club       | País      | Año  |
| ---------- | --------- | ---- |
| Petare FC  | Venezuela | 2015 |
| Monagas SC | Venezuela | 2016 |

## Monagas Sport Club

### Torneo Apertura 2016
Para el Torneo Apertura de 2016 continua jugando con el Monagas SC hasta la actualidad. Antes de comenzar el Torneo Clausura 2016 fue retirado del Monagas SC.